# 布魯斯特 (紐約州)
布魯斯特（英語：Brewster）是位於美國紐約州帕特南縣的村。

## 人口
根據2020年美國人口普查的數據，布魯斯特的面積為1.28平方千米，當中陸地面積為1.27平方千米，而水域面積為0.01平方千米。當地共有人口2508人，而人口密度為每平方千米1,959人。